# Эш-Шихр
Эш-Шихр (араб. الشحر‎, англ. Ash Shihr) — город в регионе Хадрамаут Восточного Йемена на побережье Аденского залива.
Эш-Шихр расположен на 60 км восточнее Эль-Мукаллы. Население — 47 663 человек (2004).

## Окрестности города Эш-Шихр
Окрестности Шихиры полны горячих серных источников. Самые известные из них Аль-Хоума — находятся в 20 км западнее. Источники размещаются в земном разломе 12 м глубиной и 30 м диаметром. Их водами лечат дерматиты, диабет, ожирение, ревматизмы и заболевания пищеварительной системы. Также в окрестностях Шихира расположены источники Тавбала, Хами, Сайбер и Истерн-Диз.
Интересен старинный портовый город Эш-Шихр, который во времена правления Расулидов был обнесён крепостной стеной.

## История
В сентябре 1614 года голландский мореплаватель Питер Ван ден Брукке установил небольшой торговый пост в Эш-Шихре, который состоял из трёх человек. В июле 1616 года пост был закрыт.
С ноября 1866 по май 1867 Эш-Шихр был оккупирован султанатом Катири (Al Kathir). В мае 1867 город Эш-Шихр был отвоёван у клана Катири и стал частью султаната Куайти (Qu’aiti Sultanate).
10 ноября 1881 года государства Эш-Шихр и Эль-Мукалла были объединены и это государство стало называться Куайтидским султанатом. Город Мукалла становится главным городом султаната до 1967 года.
C 1888 года город входил в протекторат Великобритании до формирования объединённого Йемена.

## Правители
- 1752—1800 — аль-Бурайк
- 1800—1830 — Наджи аль-Бурайк
- С 1842 — по ноябрь 1866 — Али ибн Наджи аль-Бурайк
- С ноября 1866 по май 1867 — территория оккупирована султаном Катири.
- С 1867 до 10 ноября 1881 — Авад ибн Умар ибн Авад аль-Ку’айти (умер в 1910).

## Население
В Эш-Шихре было 71 500 жителей по состоянию на 2006 год.